# Коваль Іван Іванович
Іван Іванович Коваль (27 травня 1910, Лелеківка — 23 грудня 1996, Кіровоград) — Герой Радянського Союзу (1940), у роки німецько-радянської війни технік 91-го танкового батальйону 20-ї танкової бригади 7-ї армії Північно-Західного фронту, воєнтехнік 2-го рангу.

## Біографія
Народився 27 травня 1910 року в селі Лелеківка (нині в межах міста Кропивницького) в родині робітника. Українець. Член ВКП (б) / КПРС з 1938 року. Закінчив вечірню робітничо-технічну школу. Працював столяром на меблевій фабриці.
У Червоній Армії з 1933 року. У 1938 році закінчив Московське танкотехнічного училище. Учасник німецько-радянської війни з грудня 1939 року.
В січні 1940 року з танковим взводом під командуванням лейтенанта Груздева В. Г Іван Коваль був у глибокій розвідці біля Ладозького озера. Потрапивши в оточення, танкісти відбивалися гарматним і автоматним вогнем, протримавшись до підходу підкріплення. Ворог втратив більше сотні вбитими.
Указом Президії Верховної Ради СРСР від 15 січня 1940 року «за зразкове виконання бойових завдань командування на фронті боротьби з фінською білогвардійщиною і проявлені при цьому відвагу і геройство» воентехніку 2-го рангу Ковалю Івану Івановичу присвоєно звання Героя Радянського Союзу із врученням ордена Леніна і медалі «Золота Зірка» (№ 206).
Учасник радянсько-німецької війни. Був заступником командира танкового полку з технічної частини на Карельському фронті, заступником командира батальйону і командиром батальйону на Волховському фронті.
Після перемоги над Німеччиною Іван Коваль продовжував службу в Збройних Силах СРСР. У 1946 році він закінчив Військову академію бронетанкових військ. З 1954 року майор Коваль І. І. — в запасі, а потім у відставці. Жив у місті Кіровоград (Україна). До виходу на пенсію працював у автотранспортному цеху заводу «Червона Зірка». Помер 23 грудня 1996. Похований у Кіровограді у Пантеоні Вічної Слави.
Нагороджений орденом Леніна, орденами Вітчизняної війни 1-го ступеня, Червоної Зірки, медалями.